# Лари Лейн
Ла́ри Лейн (англ. Lari Laine), настоящее имя — Кори́нн Ко́ул (англ. Empey; 13 апреля 1937, Брентвуд, Калифорния, США) — американская актриса и фотомодель. Playmate мужского журнала «Playboy» в мае 1958 года.

## Личная жизнь
Лари трижды была замужем, у неё есть один ребёнок.
- Первый супруг — Джек Энтраттер (1913—1971), технический консультант. Поженились в 1968 году и развелись несколько лет спустя.
- Второй супруг — Роберт Хеффрон. Были женаты в 1972—1980 года. В этом браке Лейн родила ребёнка.
- Третий супруг — Джордж Сидни (1916—2002), режиссёр, продюсер и актёр. Были женаты с 1991 года и до его смерти в 2002 году.